# Великі Дмитровичі
Великі Дми́тровичі — село в Україні, в Обухівському районі Київської області. Населення становить 881 осіб.
У дорадянський час існувала у селі дерев'яна Предтеченська церква 1763 року побудови. Метричні книги, клірові відомості, сповідні розписи церкви св. Іоанна Предтечі с. Великі Дмитровичі XVIII ст. — Київської сот. і п., з 1781 р. Київського пов. і нам., з 1797 р. Київського пов. і губ.; ХІХ ст. — Великодмитрівської волості Київського пов. Київської губ. зберігаються в ЦДІАК України. http://cdiak.archives.gov.ua/baza_geog_pok/church/vely_056.xml [Архівовано 21 грудня 2018 у Wayback Machine.]
У селі знаходиться риболовецька база «Фермерське господарство „Техань“».
В селі Великі Дмитровичі проживає давній рід євреїв Барандичі.

## Населення
Згідно з переписом УРСР 1989 року чисельність наявного населення села становила 929 осіб, з яких 395 чоловіків та 534 жінки.
За переписом населення України 2001 року в селі мешкало 858 осіб.

### Мова
Розподіл населення за рідною мовою за даними перепису 2001 року:
| Мова       | Відсоток |
| ---------- | -------- |
| українська | 96,59 %  |
| російська  | 2,38 %   |
| німецька   | 0,57 %   |
| інші       | 0,46 %   |

## Відомі люди
- Бідноший Данило Пантелійович — уродженець села Великі Дмитровичі, член спілки художників України.

## Галерея

Великодмитровицький будинок культури
Пам'ятна дошка
Багатоповерхівки у центрі села
Будівництво церкви
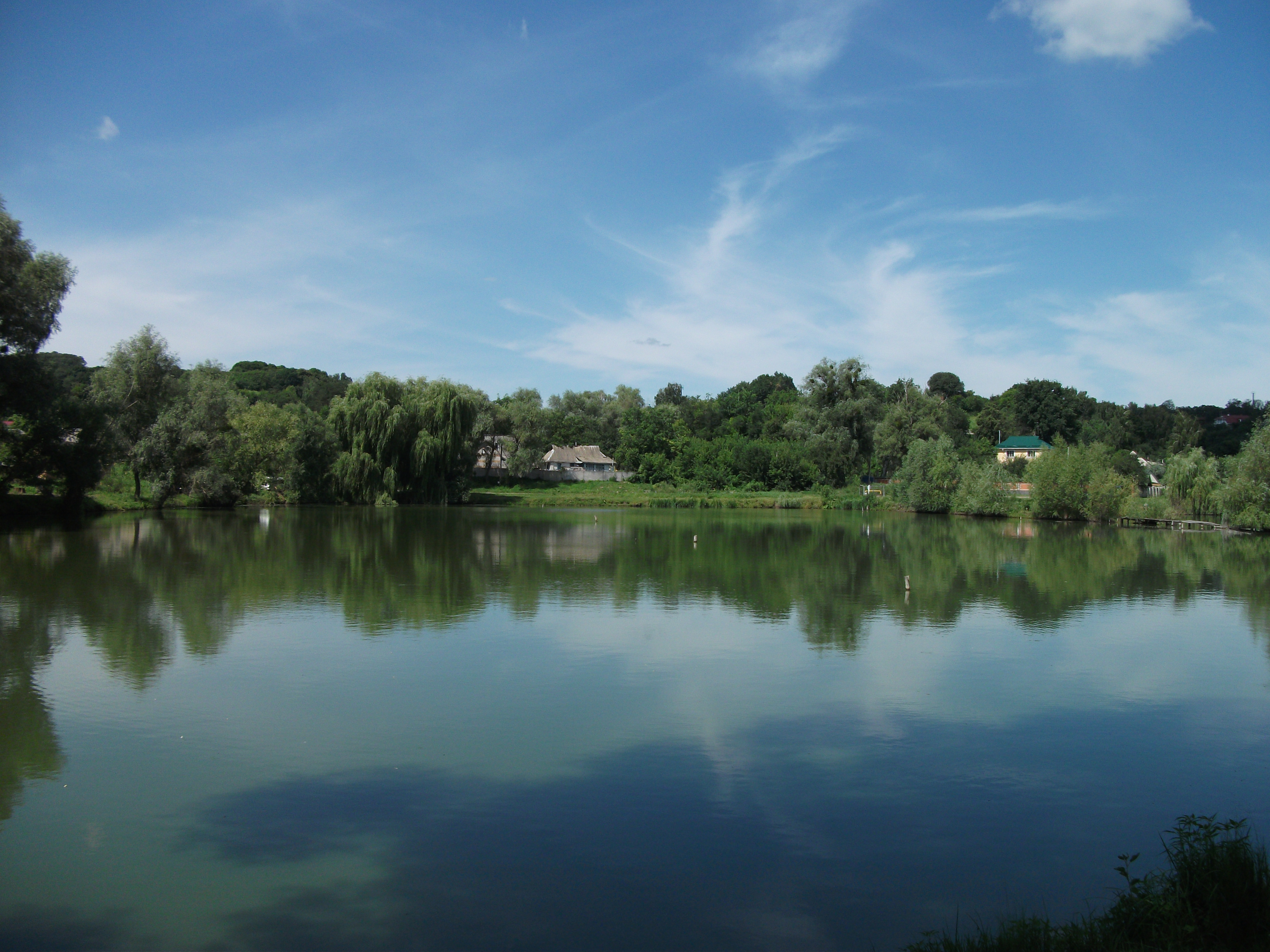
Ставок
ФГ «Техань»